# Park Se-young
Dans ce nom coréen, le nom de famille, Park, précède le nom personnel.
Kim Yoon-seo, (coréen : 박세영) née le 30 décembre 1988 à Séoul, est une actrice sud-coréenne. Elle participé à plusieurs séries télévisées telles que Faith et School 2013.